# USS Lake Champlain (CG-57)
Pour les autres navires du même nom, voir USS Lake Champlain.
L’USS Lake Champlain (CG 57) est un croiseur de l’United States Navy de la classe Ticonderoga. C'est le troisième navire américain à porter ce nom en hommage à la bataille du lac Champlain, pendant la guerre de 1812.

## Galerie d'images

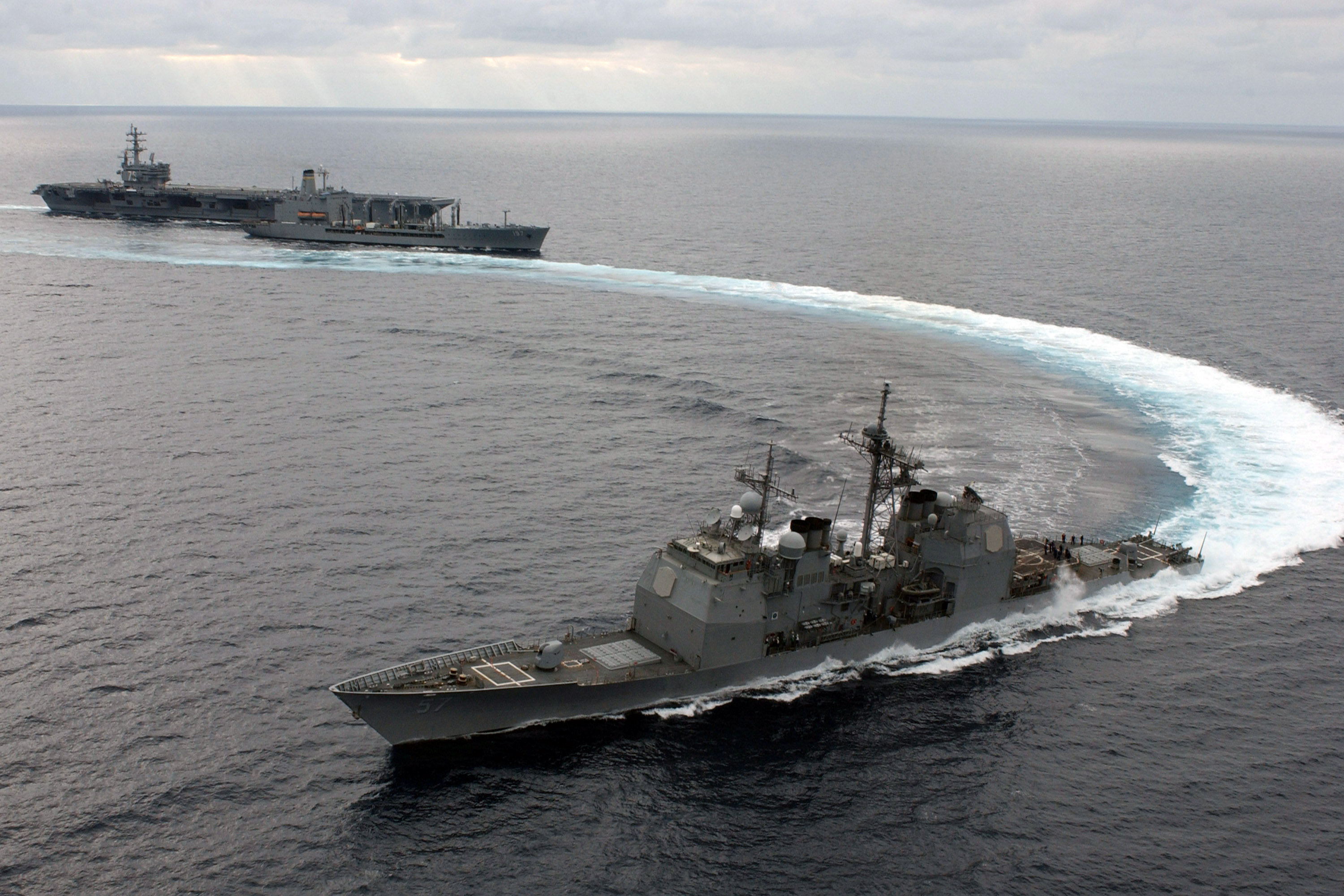
Lake Champlain
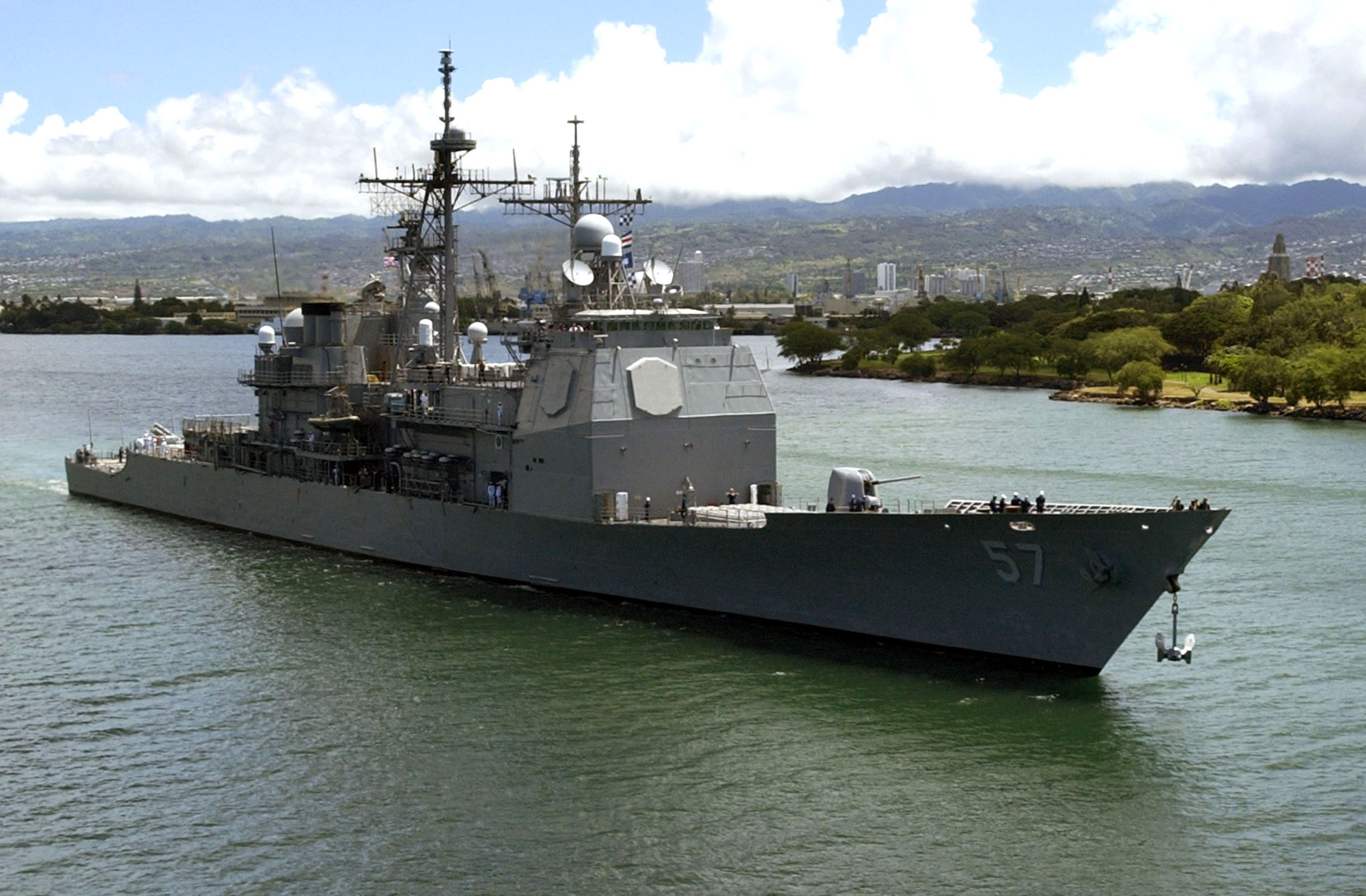
USS Lake Champlain quittant le port de Pearl Harbor
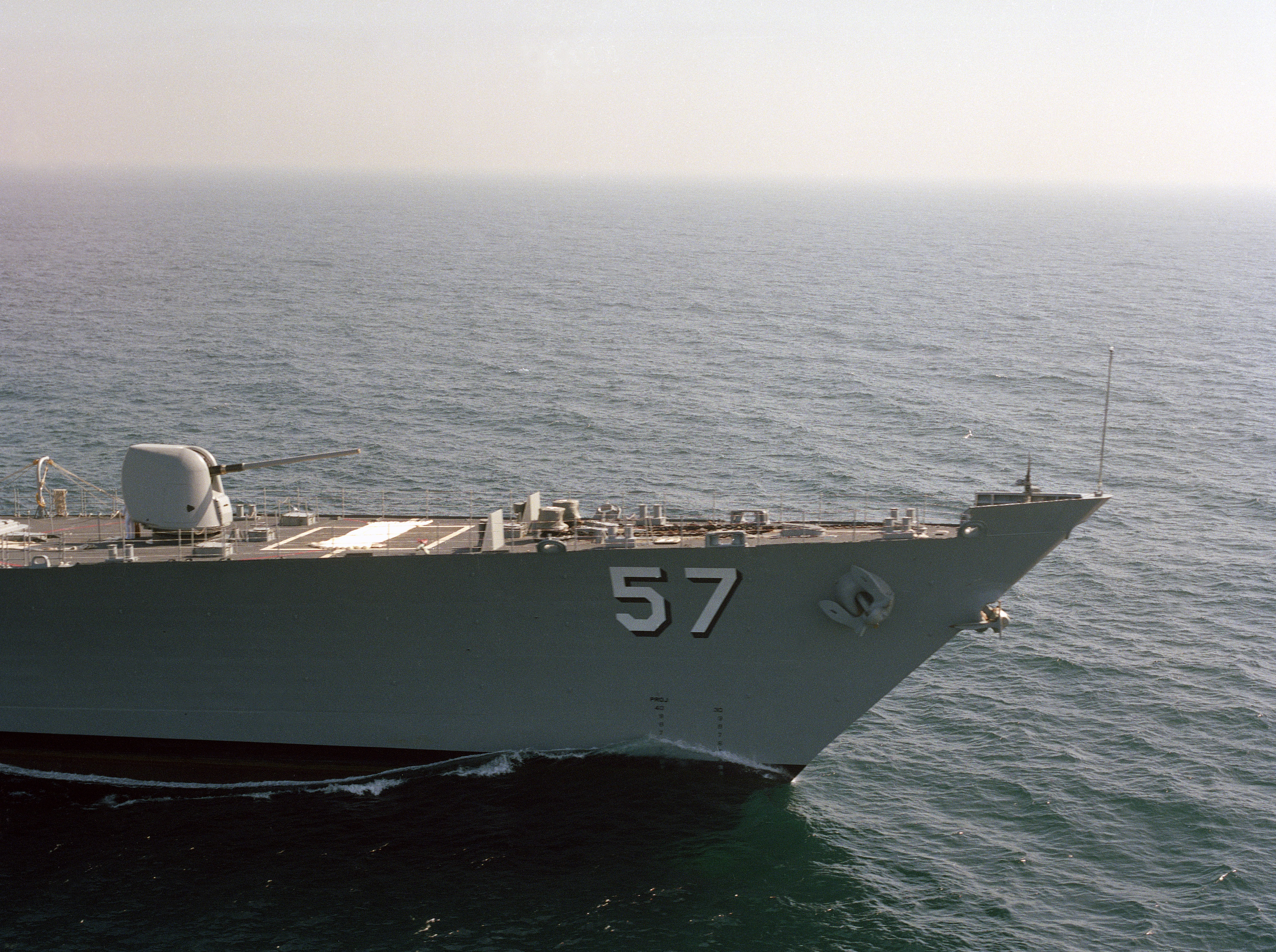
Lake Champlain
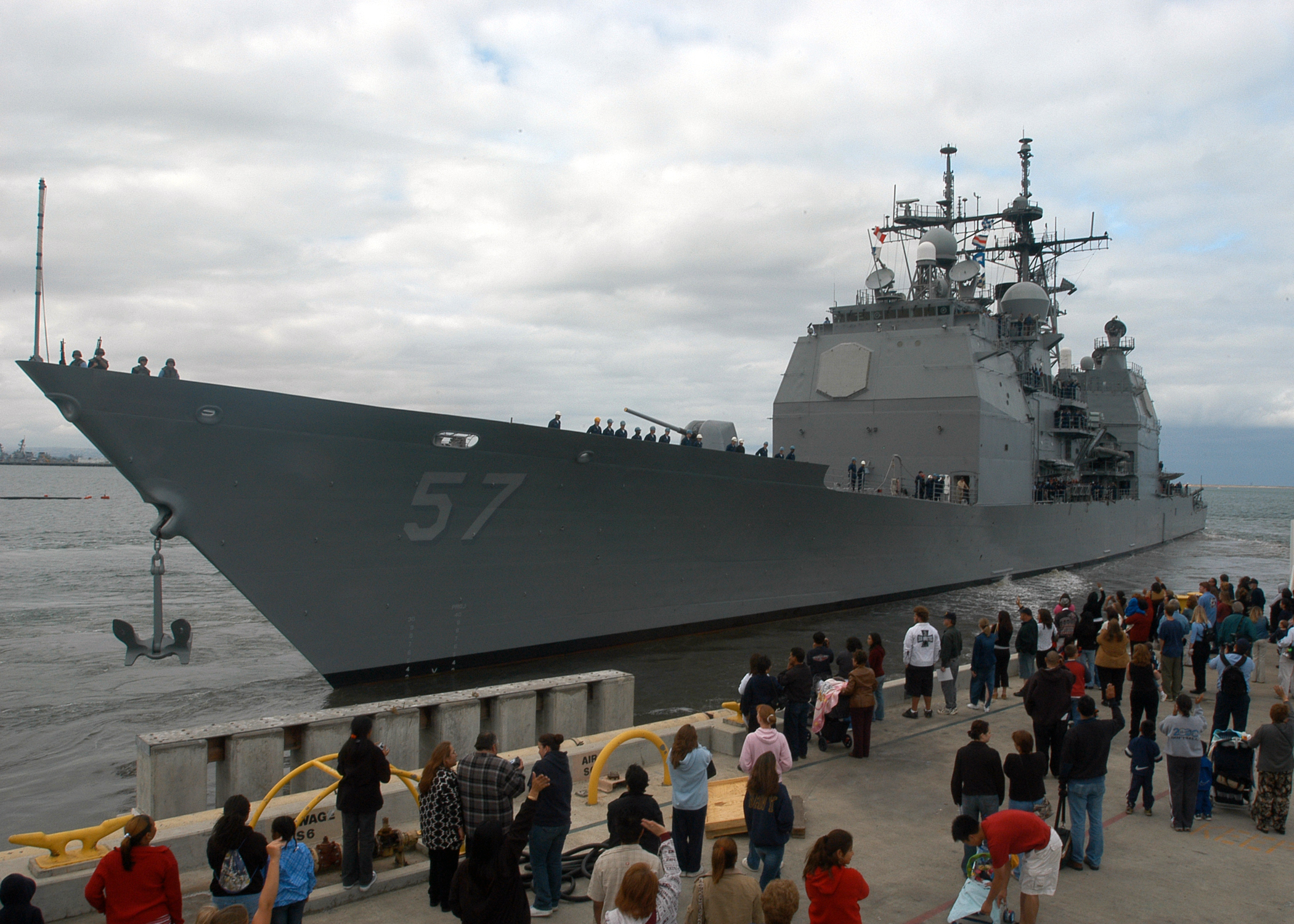
Lake Champlain